# Nachal Akav
Nachal Akav (hebrejsky: נחל עקב) je vádí v Dolní Galileji, v severním Izraeli.
Začíná v nadmořské výšce přes 200 metrů, jižně od obce Giv'at Avni. Vádí pak směřuje k jihovýchodu rychle se zahlubujícím, odlesněným korytem, jehož okolí je zemědělsky využíváno. Ze severu míjí pahorek Tel Adami a vstupuje do údolí Bik'at Javne'el, ve kterém ústí zleva do vádí Nachal Adami.